# Bassin de l'Agdal
Le Bassin de l'Agdal est un grand réservoir d'eau artificiel situé à Meknès. Il était destiné à l'irrigation des jardins des palais de la ville. Il a été construit par Moulay Ismaïl au XVIIIe siècle,.